# Schefflera hellwigiana
Schefflera hellwigiana är en araliaväxtart som beskrevs av Hermann August Theodor Harms. Schefflera hellwigiana ingår i släktet Schefflera och familjen araliaväxter. Inga underarter finns listade.